# IC 1770
IC 1770 је лентикуларна галаксија у сазвјежђу Рибе која се налази на листи објеката дубоког неба у Индекс каталогу.
Деклинација објекта је + 9° 58' 51" а ректасцензија 2h 2m 14,4s. Привидна величина (магнитуда) објекта IC 1770 износи 13,9 а фотографска магнитуда 14,9. IC 1770 је још познат и под ознакама UGC 1522, MCG 2-6-13, CGCG 438-15, KCPG 51B, PGC 7751.